# Паганини (фильм, 1989)
«Паганини» (итал. Paganini) — итало-французский биографический фильм об итальянском композиторе и музыканте Никколо Паганини. Режиссёр и сценарист — Клаус Кински. В главных ролях — Клаус Кински, Дебора Каприольо и Николай Кински. Фильм является первой самостоятельной режиссёрской работой Клауса Кински и его последней актёрской ролью.
Картина получила в целом негативную критику за предсказуемость сюжетных ходов и избыток в фильме самого Кински.